# Raba Wyżna

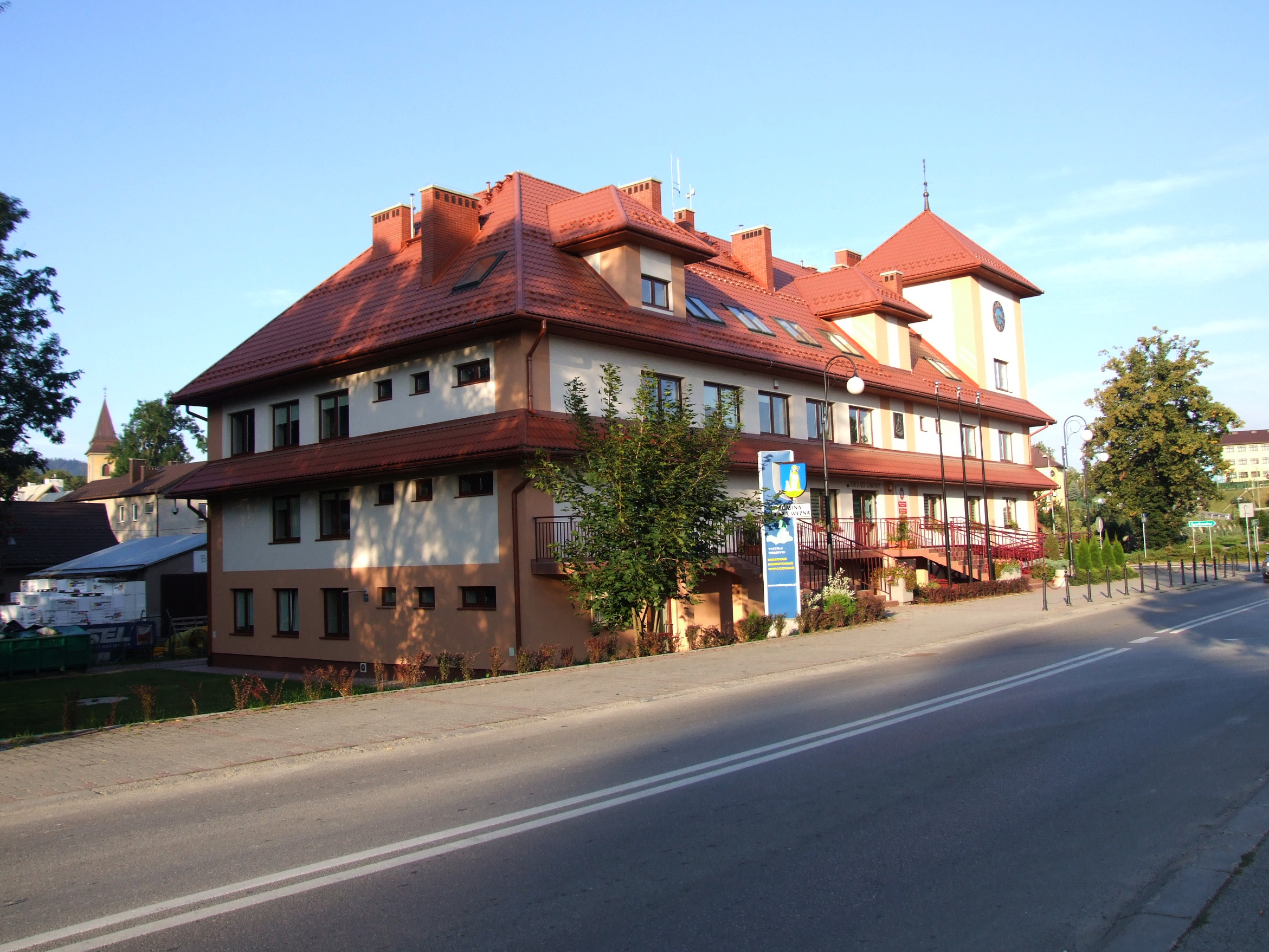
Kommunhuset

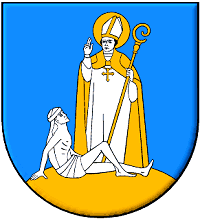
Vapnet för Raba Wyżna kommun

Raba Wyżna är en liten by i Polen, belägen 60 km söder om Kraków i landskapet Małopolska. Orten är centralort i kommunen Raba Wyżna. År 2006 hade orten 4 116 invånare.
Raba Wyżna omnämns första gången i dokument från slutet av 1500-talet.
Stanisław Dziwisz, kardinal och ärkebiskop i Kraków, är född i Raba Wyżna.